# Nueva Jerusalén, Pantelhó
Nueva Jerusalén är en ort i Mexiko.   Den ligger i kommunen Pantelhó och delstaten Chiapas, i den sydöstra delen av landet, 800 km öster om huvudstaden Mexico City. Nueva Jerusalén ligger 1 063 meter över havet och antalet invånare är 186.
Terrängen runt Nueva Jerusalén är kuperad åt sydväst, men åt nordost är den bergig. Terrängen runt Nueva Jerusalén sluttar norrut. Runt Nueva Jerusalén är det ganska tätbefolkat, med 111 invånare per kvadratkilometer. Närmaste större samhälle är Pantelhó, 3,9 km sydost om Nueva Jerusalén. I omgivningarna runt Nueva Jerusalén växer i huvudsak städsegrön lövskog.